# Stedocys uenorum
Espèce
Stedocys uenorum est une espèce d'araignées aranéomorphes de la famille des Scytodidae.

## Distribution
Cette espèce est endémique de Thaïlande.

## Publication originale
- Ono, 1995 : A new spitting spider (Arachnida, Araneae, Scytodidae) from a cave in central Thailand. Special Bulletin of the Japanese Society of Coleopterology, vol. 4, p. 131-138.